# Baldassarre
Baldassarre  è un nome proprio di persona italiano maschile.

## Varianti
- Maschili: Baldassare[1][3][4], Baldessare[1]

### Varianti in altre lingue
- Accadico-babilonese: Bel-šarra-uşur[3][4], Bel-shar-usur[2], Beltesha'tstsar[2], Balat-shar-usur[5]
- Ceco: Baltazar
- Ebraico: בֵּלְשַׁאצַּר o בֵּלְאשַׁצַּר (Belshatzzar, Belsha'tstar, Belteshatztzar)[2][3][5]
- Francese: Balthazar
- Greco biblico: Βαλτάσαρ (Baltasar[2][3][4][5])
- Inglese: Balthasar[2], Balthazar[2]
- Latino: Baltassar[3], Baltasar[1][4], Balthazar[1]
- Polacco: Baltazar
- Portoghese: Baltasar[6]
- Sloveno: Boltežar
- Spagnolo: Baltasar[3]
- Svedese: Baltsar
- Tedesco: Balthasar[4]
  - Ipocoristici: Balzer[4], Balz (tipicamente svizzera)[senza fonte]
- Ungherese: Boldizsár[3][4]

## Origine e diffusione
Discende da Βαλτάσαρ (Baltasar), la forma greca dell'ebraico בֵּלְשַׁאצַּר (Belshatzzar, Belsha'tstar, Belteshatztzar): quest'ultimo può derivare da diversi nomi accadici:
- Bel-šarra-uşur (o Bel-shar-usur)[3], che significa "Baal protegga il re"[2][3][4]; a sua volta, questo nome potrebbe essere una contrazione di Bel-lit-shar-usur, "Baal protegge l'ostaggio del re"[2]
- Beltesha'tstsar, che vuol dire "principe di Baal"[2]
- Balat-shar-usur, che significa "Sia salva la vita del re"[5].

Nella sua forma ebraica, il nome venne portato da Baldassar, re di Babilonia, al quale apparve una visione che il profeta Daniele interpretò come l'imminente fine del suo impero; lo stesso Daniele venne chiamato con questo nome, prima di essere gettato nella fossa dei leoni (Da 1:6-7). Nell'XI secolo, inoltre, assieme a Gaspare e Melchiorre, fu uno dei nomi attribuiti ai Re Magi biblici.

## Onomastico
L'onomastico può essere festeggiato in una delle date seguenti:
- 6 gennaio, Epifania (in memoria di uno dei Re Magi, tradizionalmente chiamato Baldassarre)[7]
- 21 febbraio, beato Baldassarre Uchibori, martire coi fratelli in Giappone[9]
- 11 settembre, beato Baldassarre Velasquez, martire mercedario[9]
- 17 ottobre, beato Baldassarre Ravaschieri[9]

## Persone

Baldassarre Castiglione

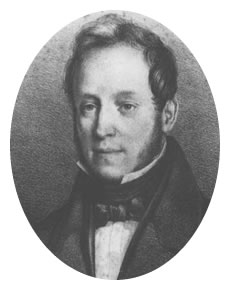
Baldassarre Poli

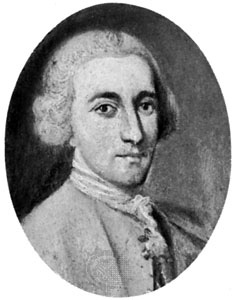
Baldassare Galuppi

- Baldassarre Audiberti, religioso italiano
- Baldassarre Báthory, voivoda di Transilvania
- Baldassarre Boncompagni, matematico e storico della scienza italiano
- Baldassarre Carrari, pittore italiano
- Baldassarre Carrari il Vecchio, pittore italiano
- Baldassarre Castiglione, umanista, letterato e diplomatico italiano
- Baldassarre Cenci, cardinale italiano
- Baldassarre Cossa, nome di nascita dell'Antipapa Giovanni XXIII, cardinale italiano
- Baldassarre Fontana, architetto e stuccatore svizzero-italiano
- Baldassarre Franceschini, vero nome di Volterrano, pittore italiano
- Baldassarre Lanci, ingegnere, architetto, inventore e scenografo italiano
- Baldassarre Molossi, giornalista e scrittore italiano
- Baldassarre Mongenet, politico italiano
- Baldassarre Negroni, cineasta italiano
- Baldassarre Orero, generale italiano
- Baldassarre Paoli, politico italiano
- Baldassarre Peruzzi, architetto, pittore, scenografo studioso dell'architettura e ingegnere militare italiano
- Baldassarre Pisani, poeta italiano
- Baldassarre Poli, filosofo italiano
- Baldassarre Ravaschieri, presbitero e religioso italiano
- Baldassarre Suarez de la Concha, nobile spagnolo
- Baldassarre Turini, religioso italiano

### Variante Baldassare
- Baldassare Armato, sindacalista e politico italiano
- Baldassare Di Maggio, criminale italiano
- Baldassare Donato, compositore e cantore italiano
- Baldassare Galuppi, compositore e organista italiano
- Baldassare Longhena, architetto e scultore italiano
- Baldassare Verazzi, pittore italiano

### Variante Baltasar

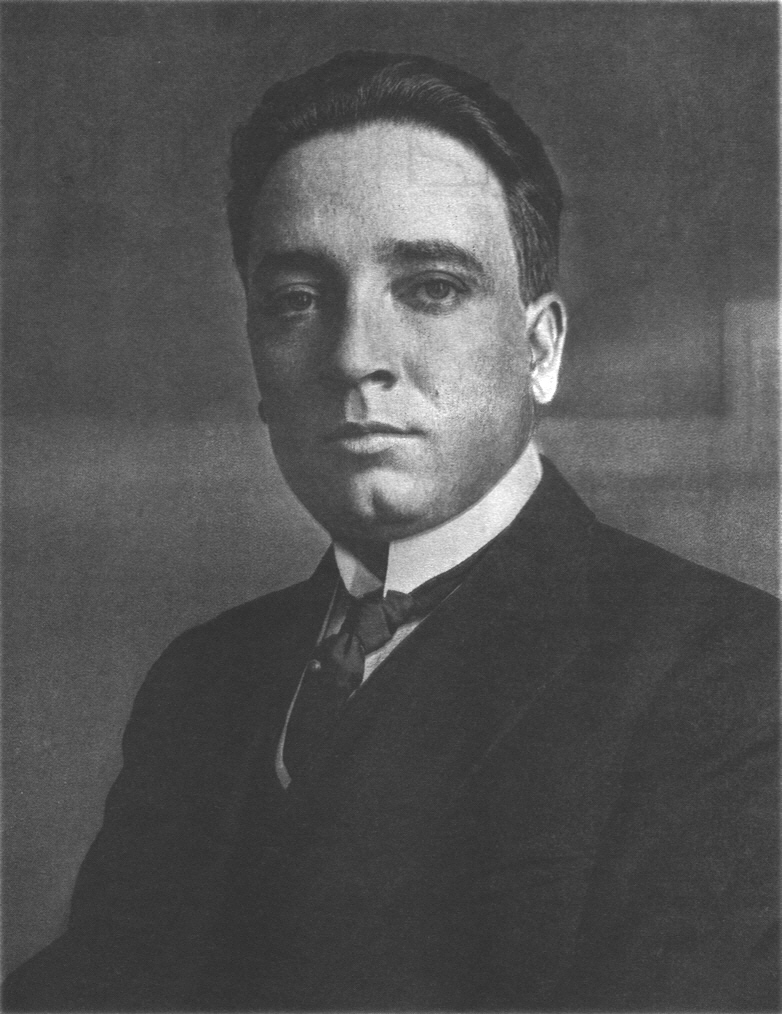
Baltasar Brum

- Baltasar Albéniz, allenatore di calcio e calciatore spagnolo
- Baltasar Barreira, gesuita portoghese
- Baltasar Brum, politico uruguaiano
- Baltasar de la Cueva Enríquez, viceré del Perù
- Baltasar de Zúñiga y Guzmán, viceré della Nuova Spagna
- Baltasar Carlos di Spagna, infante di Castiglia, principe d'Aragona, principe di Portogallo e principe delle Asturie
- Baltasar Garzón, giurista e magistrato spagnolo
- Baltasar Gracián, gesuita, scrittore e filosofo spagnolo
- Baltasar Kormákur, attore, regista, sceneggiatore e produttore cinematografico islandese
- Baltasar Moscoso y Sandoval, cardinale spagnolo

### Variante Balthasar

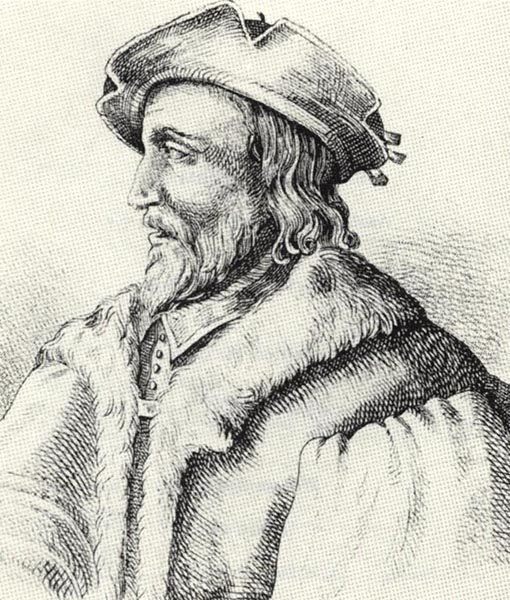
Balthasar Hubmaier

- Balthasar Hubmaier, teologo tedesco
- Balthasar Kaltner, arcivescovo cattolico austriaco
- Balthasar Kłossowski de Rola, vero nome di Balthus, pittore francese
- Balthasar Ferdinand Moll, scultore austriaco
- Balthasar Permoser, scultore tedesco
- Balthasar van der Ast, pittore olandese
- Balthasar van der Pol, fisico olandese

### Variante Balthazar
- Balthazar De Beuckelaer, schermidore belga
- Balthazar Getty, attore e musicista statunitense
- Balthazar Johannes Vorster, politico sudafricano

### Altre varianti
- Boldizsár Bodor, calciatore ungherese
- Boldizsár Csíky, compositore rumeno
- Baltazar Maria de Morais Júnior, calciatore brasiliano
- Baltazar Enrique Porras Cardozo, arcivescovo cattolico venezuelano

## Il nome nelle arti
- Baldassarre è il nome del servo di Romeo Montecchi nella tragedia shakespeariana Romeo e Giulietta.
- Balthazar Blake è il personaggio interpretato da Nicolas Cage nel film del 2010 L'apprendista stregone, diretto da Jon Turteltaub.